# SV Teutonia 1913 Aschersleben
SV Teutonia 1913 Aschersleben was een Duitse voetbalclub uit Aschersleben, Saksen-Anhalt.

## Geschiedenis
De club werd opgericht in 1913 als FC Teutonia 1913 Aschersleben en sloot zich aan bij de Midden-Duitse voetbalbond. Vanaf 1915 speelde de club in de hoogste klasse van de Harzcompetitie en werd twee jaar op rij vicekampioen achter FC Germania Halberstadt. Na de oorlog fungeerde de Harzcompetitie als tweede klasse onder de Kreisliga Elbe. In 1923 werd de club kampioen en nam deel aan de eindronde om de titel, maar verloor meteen van SV Dessau 05. 
In 1923 werd de Kreisliga ontbonden en kwamen de vooroorlogse competities terug. Er werd ook een nieuwe competitie opgericht, de Gauliga Elbe-Bode, waar de clubs uit Aschersleben nu gingen spelen. In 1925/26 werd de club gedeeld tweede met FC Viktoria 1904 Güsten en maakte nog kans op de Midden-Duitse eindronde, maar verloor de beslissende wedstrijd tegen Viktoria met 1:3. De competitie van Elbe-Bode werd in 1928 opgeheven en de clubs werden verdeeld onder andere competities. Askania en stadsrivaal Askania verhuisden naar de competitie van Harz. De club wijzigde de naam van FC Teutonia naar SV Teutonia.
Terwijl Askania derde eindigde eindigde Teutonia op een degradatieplaats. Na één seizoen kon de club weer promoveren, maar eindigde troosteloos laatste. Inmiddels had SpVgg 1908 Aschersleben zich opnieuw opgewerkt naar de hoogste klasse zodat Teutonia nu de derde club van de stad was.
In 1933 werd ook de competitie van Harz ontbonden en vervangen door de sterke Gauliga Mitte. Teutonia slaagde er niet meer in te promoveren, ook niet naar de tweede klasse. Na de Tweede Wereldoorlog werden alle Duitse voetbalclubs ontbonden. Teutonia werd evenals rivalen SpVgg en Askania niet meer heropgericht.